# Bernes

Bernes este o comună în departamentul Somme, Franța. În 1 ianuarie 2022 avea o populație de 354 de locuitori.